# Jean-Baptiste Laporte
Pour les articles homonymes, voir Laporte.
Jean-Baptiste Laporte, né le 25 décembre 1880 à Cambo-les-Bains et mort le 1er août 1922 à Bayonne, est un rameur français.

## Carrière
Jean-Baptiste Laporte, membre de la Société nautique de Bayonne, participe aux Jeux olympiques intercalaires de 1906 à Athènes. Il y remporte la médaille de bronze en quatre avec barreur.